# John Boyle, V conte di Cork
John Boyle, V conte di Cork e di Orrery (Westminster, 13 gennaio 1707 – Frome, 23 novembre 1762), è stato uno scrittore irlandese.

## Biografia

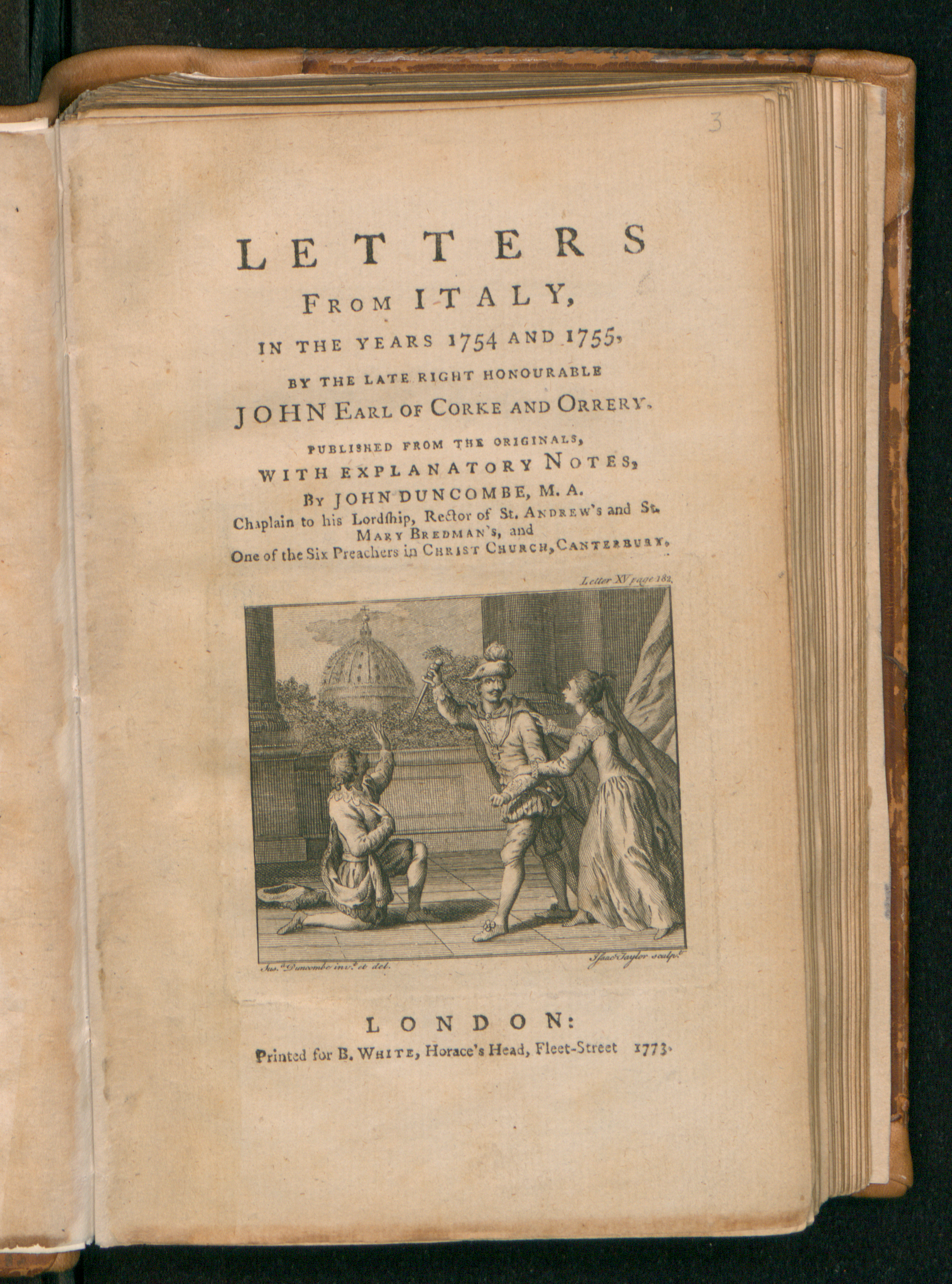
Letters from Italy, in the years 1754 and 1755, 1773

Era l'unico figlio di Charles Boyle, IV conte di Orrery, e di sua moglie, Lady Elizabeth Cecil. Studiò alla Christ Church di Oxford.
Ha pubblicato la traduzione delle lettere di Plinio il Giovane nel 1751, e scrisse "Osservazioni sulla vita e negli scritti di Jonathan Swift" nello stesso anno, e "le memorie di Robert Carey, I conte di Monmouth".

## Matrimoni

### Primo Matrimonio
Sposò, il 9 maggio 1728 a Londra, Lady Henrietta Douglas (?-22 agosto 1732), figlia del feldmaresciallo George Hamilton, I conte di Orkney, e di Elizabeth Villiers. Ebbero tre figli:
- Charles Boyle, visconte Dungarvan (20 febbraio 1729-16 settembre 1759);
- Hamilton Boyle, VI conte di Cork (3 febbraio 1730-17 gennaio 1764);
- Lady Elizabeth Boyle (7 maggio 1731-16 gennaio 1800), sposò Sir Thomas Worsley, VI Baronetto, non ebbero figli.

### Secondo Matrimonio
Sposò, il 30 giugno 1738 a Dublino, Margaret Hamilton (24 giugno 1710-24 maggio 1758), figlia di John Hamilton e di Lucy Dopping. Ebbero tre figli:
- Lady Catherine Agnes Boyle;
- Edmund Boyle, VII conte di Cork (21 novembre 1742-6 ottobre 1798);
- Lady Lucy Boyle (27 maggio 1744-18 marzo 1792), sposò George Byng, IV visconte Torrington, ebbero quattro figlie.

## Morte
Morì il 23 novembre 1762 a Marston House, Frome.

## Ascendenza
|                                                 |                                |                                            | Genitori                                  |  |  | Nonni |  |  | Bisnonni                       |  |  | Trisnonni                      |  |
|                                                 |                                |                                            |                                           |  |  |       |  |  | Roger Boyle, I conte di Orrery |  |  | Richard Boyle, I conte di Cork |  |
|                                                 |                                |                                            |                                           |  |  |       |  |  | Roger Boyle, I conte di Orrery |  |  | Richard Boyle, I conte di Cork |  |
|                                                 |                                | Catherine Fenton                           |                                           |  |  |       |  |  | Roger Boyle, I conte di Orrery |  |  |                                |  |
| Roger Boyle, II conte di Orrery                 |                                |                                            |                                           |  |  |       |  |  | Roger Boyle, I conte di Orrery |  |  |                                |  |
|                                                 |                                | Margaret Howard                            | Theophilus Howard, II conte di Suffolk    |  |  |       |  |  |                                |  |  |                                |  |
|                                                 |                                | Margaret Howard                            | Theophilus Howard, II conte di Suffolk    |  |  |       |  |  |                                |  |  |                                |  |
|                                                 |                                | Margaret Howard                            | Elizabeth Home                            |  |  |       |  |  |                                |  |  |                                |  |
| Charles Boyle, IV conte di Orrery               |                                | Margaret Howard                            |                                           |  |  |       |  |  |                                |  |  |                                |  |
|                                                 |                                | Richard Sackville, V conte di Dorset       | Edward Sackville, IV conte di Dorset      |  |  |       |  |  |                                |  |  |                                |  |
|                                                 |                                | Richard Sackville, V conte di Dorset       | Edward Sackville, IV conte di Dorset      |  |  |       |  |  |                                |  |  |                                |  |
|                                                 |                                | Richard Sackville, V conte di Dorset       | Mary Curzon                               |  |  |       |  |  |                                |  |  |                                |  |
| Mary Sackville                                  |                                | Richard Sackville, V conte di Dorset       |                                           |  |  |       |  |  |                                |  |  |                                |  |
|                                                 |                                | Frances Cranfield                          | Lionel Cranfield, I conte di Middlesex    |  |  |       |  |  |                                |  |  |                                |  |
|                                                 |                                | Frances Cranfield                          | Lionel Cranfield, I conte di Middlesex    |  |  |       |  |  |                                |  |  |                                |  |
|                                                 |                                | Frances Cranfield                          | Anne Brett                                |  |  |       |  |  |                                |  |  |                                |  |
| John Boyle, V conte di Cork e V conte di Orrery |                                | Frances Cranfield                          |                                           |  |  |       |  |  |                                |  |  |                                |  |
|                                                 | John Cecil, IV conte di Exeter | David Cecil, III conte di Exeter           |                                           |  |  |       |  |  |                                |  |  |                                |  |
|                                                 | John Cecil, IV conte di Exeter | David Cecil, III conte di Exeter           |                                           |  |  |       |  |  |                                |  |  |                                |  |
|                                                 | John Cecil, IV conte di Exeter | Elizabeth Egerton                          |                                           |  |  |       |  |  |                                |  |  |                                |  |
| John Cecil, V conte di Exeter                   | John Cecil, IV conte di Exeter |                                            |                                           |  |  |       |  |  |                                |  |  |                                |  |
|                                                 |                                | Frances Manners                            | John Manners, VIII conte di Rutland       |  |  |       |  |  |                                |  |  |                                |  |
|                                                 |                                | Frances Manners                            | John Manners, VIII conte di Rutland       |  |  |       |  |  |                                |  |  |                                |  |
|                                                 |                                | Frances Manners                            | Frances Montagu                           |  |  |       |  |  |                                |  |  |                                |  |
| Elizabeth Cecil                                 |                                | Frances Manners                            |                                           |  |  |       |  |  |                                |  |  |                                |  |
|                                                 |                                | William Cavendish, III conte di Devonshire | William Cavendish, II conte di Devonshire |  |  |       |  |  |                                |  |  |                                |  |
|                                                 |                                | William Cavendish, III conte di Devonshire | William Cavendish, II conte di Devonshire |  |  |       |  |  |                                |  |  |                                |  |
|                                                 |                                | William Cavendish, III conte di Devonshire | Christian Bruce                           |  |  |       |  |  |                                |  |  |                                |  |
| Anne Cavendish                                  |                                | William Cavendish, III conte di Devonshire |                                           |  |  |       |  |  |                                |  |  |                                |  |
|                                                 |                                | Elizabeth Cecil                            | William Cecil, II conte di Salisbury      |  |  |       |  |  |                                |  |  |                                |  |
|                                                 |                                | Elizabeth Cecil                            | William Cecil, II conte di Salisbury      |  |  |       |  |  |                                |  |  |                                |  |
|                                                 |                                | Elizabeth Cecil                            | Catherine Howard                          |  |  |       |  |  |                                |  |  |                                |  |
|                                                 |                                | Elizabeth Cecil                            |                                           |  |  |       |  |  |                                |  |  |                                |  |

## Opere
- John Boyle, Letters from Italy, in the years 1754 and 1755, B. White, 1773.